# Eau-de-vie de bière
L'Eau-de-vie de bière est une boisson spiritueuse obtenue exclusivement par la distillation directe de la bière fraîche. En Allemagne, elle est appelée Bierbrand. Elle doit être distillée de manière que le distillat ait les caractéristiques gustatives de la bière et un titre alcoométrique volumique non inférieur à 38 % mais non supérieur à 86 % en volume. Aucun alcool ne peut être ajouté ou aromatisé. Le sucre couleur peut être utilisé pour ajuster la couleur.
L'alcool de bière se distingue du whisky par l'utilisation de houblon et le stockage du whisky dans un fût de chêne.